# Hyalurga chariata
Hyalurga chariata är en fjärilsart som beskrevs av Druce 1893. Hyalurga chariata ingår i släktet Hyalurga och familjen björnspinnare. Inga underarter finns listade i Catalogue of Life.